# Municipio de Alden (Dakota del Sur)
El municipio de Alden (en inglés: Alden Township) es un municipio ubicado en el condado de Hand en el estado estadounidense de Dakota del Sur. En el año 2010 tenía una población de 20 habitantes y una densidad poblacional de 0,21 personas por km².

## Geografía
El municipio de Alden se encuentra ubicado en las coordenadas 44°40′41″N 99°7′49″O / 44.67806, -99.13028. Según la Oficina del Censo de los Estados Unidos, el municipio tiene una superficie total de 94.16 km², de la cual 94,16 km² corresponden a tierra firme y (0 %) 0 km² es agua.

## Demografía
Según el censo de 2010, había 20 personas residiendo en el municipio de Alden. La densidad de población era de 0,21 hab./km². De los 20 habitantes, el municipio de Alden estaba compuesto por el 100 % blancos. Del total de la población el 0 % eran hispanos o latinos de cualquier raza.